# Harold J. Stone
Harold J. Stone, né Harold Jacob Hochstein, est un acteur américain né le 3 mars 1913 à New York, État de New York (États-Unis), mort le 18 novembre 2005 à Woodland Hills (Los Angeles).

## Filmographie

### Cinéma
- 1946 : Le Dahlia bleu (The Blue Dahlia)
- 1956 : Plus dure sera la chute (The Harder They Fall) de Mark Robson : Art Leavitt, TV sportscaster
- 1956 : Marqué par la haine (Somebody Up There Likes Me) : Nick Barbella
- 1956 : Back from Eternity : Dealer
- 1956 : Calomnie (Slander) : Seth Jackson
- 1956 : Le Faux Coupable (The Wrong Man) : Lt. Bowers
- 1957 : Man Afraid : Lt. Martin
- 1957 : Racket dans la couture (The Garment Jungle) : Tony
- 1957 : La Cage aux hommes (House of Numbers) : Henry Nova
- 1957 : Le Cerveau infernal (The Invisible Boy) : Gen. Swayne
- 1959 : Duel dans la boue (These Thousand Hills) : Ram Butler
- 1960 : Spartacus : David
- 1962 : Les Liaisons coupables (The Chapman Report) : Frank Garnell
- 1963 : Le Collier de fer (Showdown) de R. G. Springsteen : Lavalle
- 1963 : L'Horrible Cas du Dr X (X) : Dr Sam Brant
- 1965 : La Plus Grande Histoire jamais contée (The Greatest Story Ever Told) : Gen. Varus
- 1965 : La Stripteaseuse effarouchée (Girl Happy) : Big Frank
- 1966 : Don't Forget to Wipe the Blood Off
- 1967 : L'Affaire Al Capone (The St. Valentine's Day Massacre) : Frank Nitti
- 1967 : The Big Mouth : Thor
- 1969 : Olsen-banden på spanden : Serafimo Mozerella
- 1970 : Ya ya mon colonel! (Which Way to the Front?) : General Buck
- 1971 : The Seven Minutes : Judge Upshaw
- 1972 : Pickup on 101 (en) de John Florea : 2d Farmer
- 1974 : The Photographer
- 1975 : The Wild McCullochs : George
- 1975 : Liquidez l'inspecteur Mitchell (Mitchell) : Tony Gallano

### Télévision
- 1949 : The Hartmans (série télévisée) : The handyman
- 1949 : The Goldbergs (série télévisée) : Jake Goldberg (1952)
- 1957 : The Walter Winchell File (série télévisée) : Lt. Hauser
- 1959 : The Grand Jury (série télévisée) : John Kennedy (1959)
- 1960 : Les Incorruptibles (série télévisée)
- 1960 : Au nom de la loi  : saison 3 épisode 2 (Cure sans alcool/ The cure) : Harry Simmons
- 1964 : Bonanza (TV) saison 6 épisode 2 (The hostage/ L'otage) : Chad Cord
- 1966 : Operation Razzle-Dazzle (TV) : Sergeant Wilkie Krantz
- 1966 : Le Virginien (TV) : Saison 05 épisode 02 (Le piège de Delphi) Mr Carson
- 1967 : Ready and Willing (TV)
- 1968 : Le Virginien (TV) saison 7 épisode 15 (Death wait) : Grant Buchanan
- 1969 : My World and Welcome to It (en) (série télévisée) : Hamilton Greeley (1969-70)
- 1970 : Cavale pour un magot (Breakout) (TV) : Phil Caprio
- 1970 : Le Virginien (TV) saison 8 épisode 17 (Holocaust) : Adam Southcort
- 1972 : Bridget Loves Bernie (série télévisée) : Sam Steinberg (1972-73)
- 1975 : The Werewolf of Woodstock (TV) : Lt. Martino
- 1975 : The Legend of Valentino (TV) : Sam Baldwin
- 1976 : McNaughton's Daughter (TV) : Max Jason
- 1980 : Au boulot... Jerry ! (Hardly Working) : Frank Loucazi